# Helmetta (New Jersey)
Helmetta – miejscowość w hrabstwie Middlesex w stanie New Jersey w USA. Według danych z 2010 roku Helmettę zamieszkiwało ponad 2 tys. osób.